# Felosa-de-asa-vermelha
A felosa ou boita-de-asa-vermelha (Prinia erythroptera) é uma ave passeriforme da família dos cisticolídeos, encontrada em vários países da África. Esta espécie de ave chega a medir 13 cm de comprimento, com dorso cinza, penas da asa bordeadas de vermelho e bico preto.
Pode ser encontrada nos seguintes países: Benim, Burkina Faso, Camarões, República Centro-Africana, Chade, República Democrática do Congo, Costa do Marfim, Etiópia, Gâmbia, Gana, Guiné, Guiné-Bissau, Quénia, Libéria, Malawi, Mali, Moçambique, Níger, Nigéria, Senegal, Serra Leoa, Sudão, Tanzânia, Togo, Uganda, Zâmbia e Zimbabwe.
Os seus habitats naturais são savanas áridas.